# Ķurmrags
Ķurmrags (auch Ķurmragciems) ist ein Dorf in der Gemeinde Liepupe im Bezirk Limbaži in Lettland. Der Ort liegt im Nordwesten der Gemeinde, 16,2 km vom Gemeindezentrum Mustkalniemi, 29,3 km von Salacgrīva und 82 km von Riga entfernt.
Die Siedlung liegt abseits der Staatsstraßen am Ufer des Golfs von Riga.
Der Ort und der Strand sind ein frequentiertes Touristenziel, auch wegen des zerfallenden Leuchtturms Ķurmrags.